# Juan Seminario
Pour les articles homonymes, voir Juan Rodriguez, Seminario et Rodriguez.
Juan Roberto Seminario Rodriguez, surnommé El loco (« le fou »), né le 22 juillet 1936 à Piura au nord du Pérou, est un footballeur péruvien. 
Il est considéré comme l'un des meilleurs attaquants péruviens de l'histoire.

## Biographie

### Carrière en club
Juan Seminario fait ses débuts comme footballeur professionnel au Deportivo Municipal de Lima. En 1959, il quitte le Pérou afin de poursuivre sa carrière en Europe. Il joue entre autres au Sporting Portugal, à la Fiorentina et au FC Barcelone. 
Il est le seul joueur du Real Saragosse – et le seul péruvien de surcroît – à avoir été Pichichi (meilleur buteur) du championnat d'Espagne. Il fit également partie de l'équipe du FC Barcelone victorieuse de la Coupe des villes de foires en 1966. Il dispute en tout 12 matchs de Coupe des villes de foire tant avec le Real Saragosse (deux matchs) qu'avec le FC Barcelone (10 matchs et quatre buts).
Rentré au Pérou en 1969, il joue successivement pour l'Atlético Grau (1969-1970) et le Juan Aurich (1970-1971), avant de tirer sa révérence à l'Atlético Torino en 1972.

### Carrière en équipe nationale
International péruvien, il se distingue le 17 mai 1959 en marquant un hat-trick contre l'Angleterre en match amical. Il compte 19 capes (pour six buts marqués) avec la Blanquirroja entre 1956 et 1959. Seminario a l'occasion de disputer trois championnats sud-américains durant cette période (1956, 1957 et 1959).

#### Buts en sélection
| Buts en sélection de Juan Seminario | Buts en sélection de Juan Seminario | Buts en sélection de Juan Seminario          | Buts en sélection de Juan Seminario | Buts en sélection de Juan Seminario | Buts en sélection de Juan Seminario | Buts en sélection de Juan Seminario |
|                                     | Date                                | Lieu                                         | Adversaire                          | Score                               | Résultat                            | Compétition                         |
| ----------------------------------- | ----------------------------------- | -------------------------------------------- | ----------------------------------- | ----------------------------------- | ----------------------------------- | ----------------------------------- |
| 1.                                  | 23 mars 1957                        | Estadio Nacional, Lima (Pérou)               | Uruguay                             | 2-5                                 | 3-5                                 | Champ. sud-am. 1956                 |
| 2.                                  | 10 mars 1959                        | Estadio Monumental, Buenos Aires (Argentine) | Brésil                              | 1-2                                 | 2-2                                 | Champ. sud-am. 1959                 |
| 3.                                  | 10 mars 1959                        | Estadio Monumental, Buenos Aires (Argentine) | Brésil                              | 2-2                                 | 2-2                                 | Champ. sud-am. 1959                 |
| 4.                                  | 17 mai 1959                         | Estadio Nacional, Lima (Pérou)               | Angleterre                          | 1-0                                 | 4-1                                 | Amical                              |
| 5.                                  | 17 mai 1959                         | Estadio Nacional, Lima (Pérou)               | Angleterre                          | 2-0                                 | 4-1                                 | Amical                              |
| 6.                                  | 17 mai 1959                         | Estadio Nacional, Lima (Pérou)               | Angleterre                          | 4-1                                 | 4-1                                 | Amical                              |

## Palmarès
| FC Barcelone - Coupe des villes de foires (1) : - Vainqueur : 1966. - Championnat d'Espagne : - Vice-champion : 1967. |  | Real Saragosse - Championnat d'Espagne : - Meilleur buteur : 1962 (25 buts). |